# Cryptosporidium
Cryptosporidium är ett släkte av parasitiska alveolater med över 25 olika namngivna arter. Mikroorganismen orsakar diarrésjukdomen kryptosporidios hos människa, där de flesta infektionerna orsakas av Cryptosporidum hominis, som troligen endast smittar människor. Cryptosporidium parvum är vanlig hos nötkreatur och i synnerhet kalvar, men kan smitta de flesta däggdjur inklusive människan.
För att spridas bygger parasiten en tjockare cellvägg och bildar en 4–6 µm stor oocysta. Den sprids från människors avföring och andningssekret, vanligen genom födo- eller vätskeintag och eventuellt även via inandning. Det krävs färre än 10 oocystor för att smittan ska få fäste i en individ, vilket gör att den lätt sprids från person till person. Oocystorna är resistenta mot de koncentrationer av klor som tillsätts i dricks- och badvatten.
Förekomsten av Cryptosporidium tros öka som en följd av den globala uppvärmningen. Cryptosporidum hominis orsakade det stora parasitutbrottet i dricksvattnet i Östersund den 26 november 2010.

## Historia
Den encelliga eukaryota mikroorganismen Cryptosporidium upptäcktes i tunntarmen på en mus år 1907 av Ernest Edward Tyzzer (1875–1965). Tyzzer var en framstående parasitolog vid Harvard University i Boston och upptäckten kom initialt att publiceras i två vetenskapliga tidskrifter. Tyzzer gav protozon namnet Cryptosporidium grundat på dess morfologi och placerade den i underklassen Coccicida, då detta är en underklass som morfologiskt saknar sporocyter i oocysterna.
Cryptosporidium kom att betraktas som en intressant och ovanlig parasit, dels på grund av dess oocyster och förmåga att sätta sig fast och livnära sig på värdens tarmepitelceller och dels på grund av dess livscykel och förmåga att återinfektera sin värd genom att ha tunna cystor. Fascinationen för parasiten övergick dock i oro kring dess effekt på människors hälsa. Under 1980-talet upptäcktes nämligen att AIDS-patienter som blev infekterade av Cryptosporidium, fick livshotande besvär, då parasiterna drog nytta av AIDS-patienternas försvagade immunsystem. Tidigare under 1900-talet hade parasiten endast påträffats hos unga djur, såsom kalvar och lamm. Men år 1976 påträffades Cryptosporidium för första gången hos en människa och år 1984 kom rapporter om det första utbrottet av Kryptosporidios, sjukdom orsakad av parasiten. Fokus lades på att hitta en fungerande behandling mot Kryptosporidios. Det visade sig dock att parasiten var mycket motståndskraftig, inte minst på grund av dess oocyster med hårt yttre skal. Medicinering som fungerat mot andra parasiter i underklassen Coccicida visade sig också vara helt overksam. I rika länder är det idag få AIDS-patienter som lider av Kryptosporidios, tack vare effektiva behandlingar och metoder. Dock utgör Cryptosporidium fortfarande ett allvarligt hot bland människor med HIV/AIDS och undernärda barn i utvecklingsländer. Parasiten är också vanligare i varmare klimat.
De senaste decennierna har det dock visat sig att Cryptosporidium även kan orsaka svåra infektioner hos människor med väl fungerande immunförsvar. År 1993 insjuknade 403 000 personer av förorenat dricksvatten i Milwaukee, Wisconsin, USA. Detta utbrott var förorsakat av Cryptosporidium hominis. Av de som insjuknade var det 100 personer som avled.
Ett av de mest kända utbrotten av infektion med Cryptosporidium i Sverige, inträffade i Östersund år 2010. Utbrottet orsakes av förorenat dricksvatten och totalt smittades 27 000 människor. Invånarna i kommunen fick koka sitt dricksvatten i tre månader och incidenten uppskattades kosta kommunen 220 miljoner kronor.
Under år 2002 inträffade ytterligare två utbrott av cryptosporidiuminfektion i Sverige. Vid ett av utbrotten insjuknade cirka 1 000 personer efter att ha badat i en förorenad kommunal utomhusbassäng.

## Morfologi  (Utseende, levnad och genom)
Cryptosporidium har i dagsläget över 25 namngiva och beskrivna arter. Arterna har kategoriserats som värdspecifika eller adaptiva till olika värddjur.. Historiskt sett har arterna primärt dokumenterats och beskrivits baserat på vilket värddjur de hittats hos, vilka sjukdomssymtom de orsakat eller vilken infektionskälla de har spårats till. På senare tid har flera kliniska studier genomförts, vilket har lett till en molekylär kategorisering baserad på mikrosatelitbaserad subgenotypning. De genetiska markörerna som används vid kategoriseringen är subenheten 18S i ribosomal DNA (SSU rDNA) och ITKS-2 rDNA
Gemensamt för samtliga arter är utvecklingsfaserna; den vilande cystfasen oocyst, den aktiva tillväxtfasen sporozoit-trophozoit-fasen och formandet av merozoiter (dotterceller). De endogena stadierna är mikroskopiska. Cryptosporidiums oocystor är små, endast fyra till sex µm, och är identiska arterna emellan. Cryptosporidium i meront-fasen har dokumenterats i In vito studier (utanför en värdcell) och uppmätts till 5µm och via 3D bilder har man kunnat visualisera utskott på dess yta, som antas vara behjälpliga för rörelse i en vattenmiljö.  Artbestämning är möjlig genom molekylärbiologiskt baserade metoder (PCR kombinerat med RFLP) 
Cryptosporidiums kraftigt rationaliserade metabola vägar och degenererade mitokondrier bidrar till beroendet av sin direkta omgivning, såsom biofilm eller ett värddjur, för att upprätthålla sin metabolism. Karaktäristiska drag för infästning och näringsupptag på värdcellens epitelceller sker via epimerite, vilket har en knappliknade struktur med en elektrontät inbindningsplats. En liknande struktur har även identifierats i faser utan värdceller
Cryptosporidium är i processen att omklassas i sin fylogenetiska tillhörighet, från Coccidian till Gregarine. Genom in vitro-studier har Cryptosporidiums utveckling och förmåga att föröka sig även utan ett värddjur dokumenterats. Även viss formbarhet av parasitens livscykeln har påvisats, exempelvis genom variation i storlek och tjocklek av oocystornas membran. Två unika morfologiska typer har observerats utan värddjur. Dessa faser benämns som gamont-liknande eller gigantiska gamont-liknande stadier och har syftet att öka reproduktionsantalet genom asexuell reproduktion 
| Cryptosporidiumarter rapporterade hos människor | Samtliga ryggradsvärdar                                            | Oocyststorlek | Frekvensen av rapporterade fall hos människor |
| ----------------------------------------------- | ------------------------------------------------------------------ | ------------- | --------------------------------------------- |
| C.canis                                         | Hundar, människor                                                  | 5,0×4,7 µm    | Många rapporterade fall                       |
| C.felis                                         | Katter, människor                                                  | 5,0×4,5 µm,   | Många rapporterade fall                       |
| C.hominis                                       | Människor                                                          | 4,9×4,3 µm    | Vanligast av rapporterade fall hos människor  |
| C.meleagridis                                   | Kalkoner, människor                                                | 5,2×4,6 µm    | Vanligt rapporterade fall                     |
| C.muris                                         | Däggdjur, gnagare, möss, katter, människor                         | 4,7×5,6 µm    | Flertalet rapporterade fall                   |
| C.parvum                                        | Däggdjur, idisslare boskap,får,getter,hästar,grisar,möss människor | 5,0×4,5 µm    | Vanligt rapporterade fall                     |
| C.ubiquitum                                     | Idisslare, gnagare, primater, människor                            | -             | Vanligt rapporterade fall                     |

Även fåtalet eller endast enstaka fall har dokumenterats och rapporterats hos människor av arterna C. andersoni, C. bovis, C.cuniculus, C.erinacei, C.fayeri C.suis, C.scrofarum C.tyzzeri C. viatorum, C.xiaoi.

## Livscykel

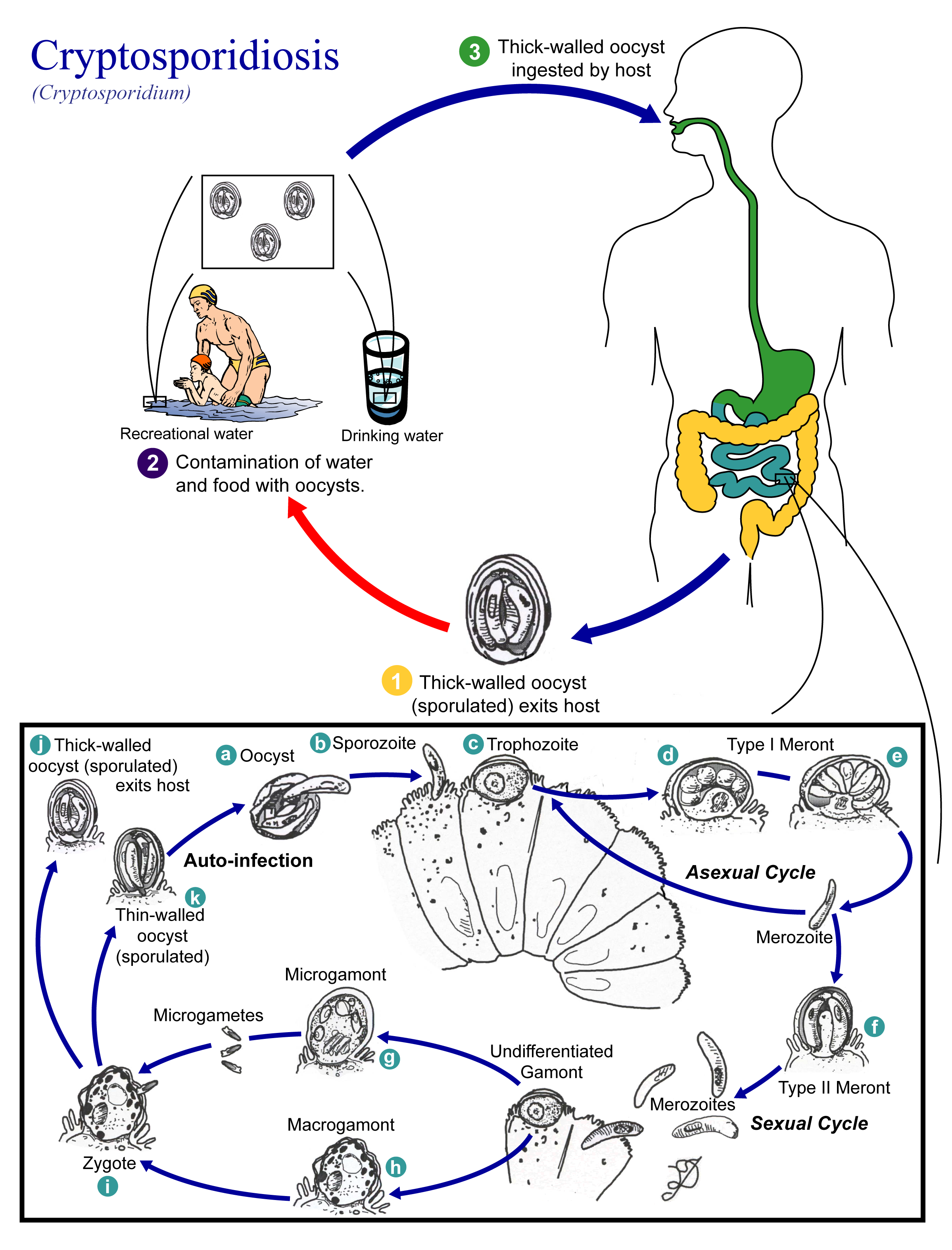
(1) Tjockväggig sporulerad oocyst lämnar värd. (2) Oocyst kontaminerar vatten och mat. (3) Oocyst tar sig in i värd via mun eller näsa. (a) Oocyst öppnas. (b) Sporozoiter tar sig ut. (c) Sporozoiter parasiterar epitelceller. (d, e, f) Parasiterna genomgår asexuell förökning; schizogony eller merogony. (g) Parasiterna genomgår sexuell förökning (gametogony). Produktion av hanar (microgamonts). (h) Produktion av honor (macrogamonts). (i) Fertilisering sker, zygot bildas. (j) Tjockväggig sporulerad oocyst lämnar värd. (k) Tunnväggig oocyst återinfekterar värd.

Cryptosporidiums livscykel startar då små sporulerade oocystor (utvecklingsstadiet där parasiten omges av en skyddande vakuol) utsöndras av en infekterad värd via avföring, alternativt andra vägar såsom via andningssekret. Oocystorna innehåller vanligtvis fyra små omogna sporozoiter. Då oocystorna utsöndrats tar de sig vidare till en annan värd via olika smittvägar. De vanligaste smittvägarna är de vattenburna, dvs via exempelvis dricksvatten eller andra externa vätskor. Oocystornas tjocka membran gör parasiten mycket resistent och tillåter dem att överleva utanför en värd.
Då Cryptosporidium tagit sig in i en lämplig värd via mat- eller vätskeintag (eventuellt inandning), transporteras oocystorna in i kroppen. I kroppens inre miljö utsätts de för olika ämnen, som tillåter sporozoiterna att frigöras från oocystan och vidare parasitera epitelceller i tarmar eller andra vävnader. I epitelcellerna utvecklas sporozoiterna till trofozoiter, som via en typ av fagocytos livnär sig på epitelcellerna. Efter denna morfologiska utveckling genomgår trofozoiterna merogoni. Vid merogoni sker en typ av asexuell reproduktion där trofozoiterna ökar i storlek, genom att vid upprepade tillfällen replikera cellkärnor och andra organeller. Under denna process går mikroorganismen under namnet meront eller schizont. Två typer av meronter differentieras, typ 1 och 2. Typ 1 meront genomgår cytokines och delas både till nya dotterceller och till sk. merozoiter. Typ 2 meronter släpps ut i blodet då värdcellen spricker och genomgår ännu en cytokines där de delas till ytterligare en typ av merozoiter. Vid merogoni inleds både en asexuell och en sexuell reproduktion. 
Merozoiterna som bildats via typ 1 meront kommer att genomgå en asexuell reproduktion och åter infektera nya celler. Den andra typen av merozoiter (från typ 2 meront) genomgår å andra sidan en sexuell reproduktion. Dessa etableras i närliggande celler och delas till mikro- eller makrogametocyter (maskulina och feminina gameter). I samband med de olika livsstadierna, släpps det ständigt ut proteiner som förenklar parasitens invasion i nya celler.
Vid befruktning av gameterna bildas nya oocystor (zygoter), som därmed inleder en ny livscykel genom att först bilda sporer i den infekterade värden. Ur befruktningen bildas två olika oocystor, en tjockväggig, som vanligtvis utsöndras från värden, och en tunnväggig, som huvudsakligen är involverad i autoinfektion. Oocystor är smittsamma vid utsöndring, vilket möjliggör direkt och omedelbar infektion hos en ny värd.

## Smittvägar och symptom
Cryptosporidiums smittvägar är flera. Det är huvudsakligen en vattenburen parasit som kan leda till cryptosporidiuminfektion genom oocystinfekterade födoämnen eller vatten. Cryptosporidium kan också överföras från djur till människor och tvärtom, dock är det mer ovanligt. 
Cryptosporidium kan förekomma i exempelvis dricksvatten, som kommit i kontakt med förorenat vatten, såsom avloppsvatten. Dricksvatten kan kontamineras vid oväder som regn och vind, då vattenverkens skyddsbarriärer påverkas och blir sårbara. Ett exempel där Cryptosporidium smittade människor via dricksvatten var vid ett utbrott i Jämtland, där Cryptosporidium upptäcktes i Storsjön år 2010. Smittan berodde troligen på en felkoppling av privata avlopp, som kontaminerade Storsjön och därmed dricksvattnet från Minnesgärdets vattenverk. Även vatten från sjöar och badbassänger kan förorenas och därmed leda till infektion och sjukdom.
Förutom i vatten, kan oocystor av Cryptosporidium förekomma i avföring från djur, som kan infektera födoämnen eller vatten. Smittan kan ske direkt via avföring från djur till djur, från djur till människa (zoonos), från människa till djur och från människa till människa (anthroponotic). Det vanligaste djuret som kan infektera oss människor med Cryptosporidium, både direkt och indirekt, är unga kalvar. En studie från 2009 visade på att halten oocystor i unga kalvars avföring var extremt hög. Det är vanligt att veterinärstudenter och barn som kommer i kontakt med infekterade kalvar blir smittade av Cryptosporidium. Överföring från människa till människa förekommer vanligtvis inom familjer, sjukhus och äldreboende. Det finns även andra djur, såsom får och get, som kan infektera oss direkt eller indirekt. Indirekt smitta syftar till den smitta som sker via exempelvis vatten, födoämnen och kläder, som kontaminerats med avföringen innehållande oocystor. Vattenburen Cryptosporidium tillhör den indirekta överföringen. Cryptosporidiuminfektion via luft har också förekommit hos människor vid nedsatt immunförsvar och barn, dock är det väldigt ovanligt.
För att en värd ska smittas med Cryptosporidium krävs endast få oocystor, det vill säga att infektionsdosen är låg. Detta betyder att även låga halter av oocystor kan leda till sjukdom. Vid infektion av Cryptosporidium är inkubationstiden i genomsnitt sju dagar, dock är variationen stor och inkubationstiden kan variera från två till tolv dagar. Symptomen vid infektion av Cryptosporidium är flera. En infekterad människa lider vanligtvis av vattnig och långvarig diarré och buksmärtor. Även huvudvärk, illamående och feber är vanligt förekommande symptom hos den smittade. Hur starkt sjukdomen uttrycker sig beror på både parasitens egenskaper, men även den infekterade människans hälsa. Det finns fall där infekterade människor varit symptomfria. Dock kan människor med nedsatt immunförsvar behöva behandlas med vätskeersättning, då diarrén kan bli allvarlig och kan leda till att den infekterade människan avlider. Exempelvis är HIV- och AIDS-patienter mer benägna att lida av svåra symptom, som i värsta fall kan vara dödliga.  Andra mer ovanliga symptom är myalgi, svaghet, känsla av obehag och smärta, anorexi m.m. Sjukdomen är i sig självläkande, vilket betyder att den inte kräver behandling och läker av sig självt inom några veckor. Det är dock mycket individuellt hur symptombilden ser ut. Bland friska människor kan symptom pågå i upp till två eller tre veckor, medan en patient med nedsatt immunförsvar kan ha symptom som är både kraftigare och pågår under en längre tid. Hos patienter med nedsatt immunförsvar kan även andra ovanliga följdsjukdomar förekomma, såsom ovanliga magbesvär och pankreatit. Sjukdomen kan även bli kronisk då Cryptosporidium, till skillnad från andra parasiter, kan återinfektera värden genom occystor med tunna väggar. Occystor med tunna väggar genomgår excystation, vilket leder till att occystornas cykel påbörjas igen. Det blir en så kallad autoinfektion som leder till kronisk (långvarig) infektion. Occystor med tjockare väggar går genom lumen i tarmarna hos värden och utsöndras därefter via avföringen. Den infekterade avföringen kan då smitta andra möjliga värdar.